# Super League VIII
Die Super League VIII (aus Sponsoringgründen auch als Tetley’s Super League VIII bezeichnet) war im Jahr 2003 die achte Saison der Super League in der Sportart Rugby League. Nachdem sie bereits den ersten Tabellenplatz nach Ende der regulären Saison belegten, schafften die Bradford Bulls es ins Super League Grand Final, in dem sie 25:12 gegen die Wigan Warriors gewannen, während der Halifax RLFC absteigen musste. Die Bulls gewannen damit zum dritten Mal die Super League.

## Tabelle
|     | Team                       | Spiele | Siege | Unent. | Ndlg. | Spiel- punkte | Diff. | Tabellen- punkte |
| --- | -------------------------- | ------ | ----- | ------ | ----- | ------------- | ----- | ---------------- |
| 01. | Bradford Bulls             | 28     | 22    | 0      | 6     | 878:529       | + 349 | 44               |
| 02. | Leeds Rhinos               | 28     | 19    | 3      | 6     | 751:555       | + 196 | 41               |
| 03. | Wigan Warriors             | 28     | 19    | 2      | 7     | 776:512       | + 264 | 40               |
| 04. | St Helens                  | 28     | 16    | 1      | 11    | 845:535       | + 310 | 31               |
| 05. | London Broncos             | 28     | 14    | 2      | 12    | 643:696       | - 53  | 30               |
| 06. | Warrington Wolves          | 28     | 14    | 1      | 13    | 748:619       | + 129 | 29               |
| 07. | Hull FC                    | 28     | 13    | 3      | 12    | 701:577       | + 124 | 27               |
| 08. | Castleford Tigers          | 28     | 12    | 1      | 15    | 612:633       | − 21  | 25               |
| 09. | Widnes Vikings             | 28     | 12    | 1      | 15    | 640:727       | - 87  | 25               |
| 10. | Huddersfield Giants        | 28     | 11    | 1      | 16    | 628:715       | − 87  | 23               |
| 11. | Wakefield Trinity Wildcats | 28     | 7     | 1      | 20    | 505:774       | − 269 | 15               |
| 12. | Halifax                    | 28     | 1     | 0      | 27    | 372:1227      | − 875 | 0*               |

- Halifax wurden zwei Punkte abgezogen wegen Verstößen gegen das Salary Cap.

## Playoffs

### Ausscheidungs-Playoffs
| 26. September | St Helens | 24 : 6 | London Broncos | Knowsley Road, St Helens Zuschauer: 7.188 Schiedsrichter: Karl Kirkpatrick |
| 26. September |           |        |                | Knowsley Road, St Helens Zuschauer: 7.188 Schiedsrichter: Karl Kirkpatrick |

| 27. September | Wigan Warriors | 25 : 12 | Warrington Wolves | JJB Stadium, Wigan Zuschauer: 14.154 Schiedsrichter: Steve Ganson |
| 27. September |                |         |                   | JJB Stadium, Wigan Zuschauer: 14.154 Schiedsrichter: Steve Ganson |

### Qualifikations/Ausscheidungs-Playoffs
| 3. Oktober | Wigan Warriors | 40 : 24 | St Helens | JJB Stadium, Wigan Zuschauer: 21.790 Schiedsrichter: Karl Kirkpatrick |
| 3. Oktober |                |         |           | JJB Stadium, Wigan Zuschauer: 21.790 Schiedsrichter: Karl Kirkpatrick |

| 4. Oktober | Bradford Bulls | 30 : 14 | Leeds Rhinos | Odsal Stadium, Bradford Zuschauer: 19.786 Schiedsrichter: Russell Smith |
| 4. Oktober |                |         |              | Odsal Stadium, Bradford Zuschauer: 19.786 Schiedsrichter: Russell Smith |

### Halbfinale
| 10. Oktober | Leeds Rhinos | 22 : 23 | Wigan Warriors | Headingley Carnegie Stadium, Leeds Zuschauer: 17.264 Schiedsrichter: Steve Ganson |
| 10. Oktober |              |         |                | Headingley Carnegie Stadium, Leeds Zuschauer: 17.264 Schiedsrichter: Steve Ganson |

### Grand Final
| 18. Oktober 2003 | Bradford Bulls                                                                                        | 25 : 12       | Wigan Warriors                                        | Old Trafford, Trafford Zuschauer: 65.537 Schiedsrichter: Karl Kirkpatrick |
| 18. Oktober 2003 | Versuche: Reardon, Hape, Lowes Erhöhungen: Deacon (3/3) Straftritte: Deacon (3) Dropgoals: Deacon (1) | (4:6) Bericht | Versuche: Tickle, Radlinski Erhöhungen: Farrell (2/2) | Old Trafford, Trafford Zuschauer: 65.537 Schiedsrichter: Karl Kirkpatrick |

| 17                 | Stuart Reardon   |
| 2                  | Tevita Vaikona   |
| 6                  | Michael Withers  |
| 4                  | Shontayne Hape   |
| 5                  | Lesley Vainikolo |
| 15                 | Karl Pratt       |
| 7                  | Paul Deacon      |
| 8                  | Joe Vagana       |
| 9                  | James Lowes      |
| 29                 | Stuart Fielden   |
| 11                 | Daniel Gartner   |
| 12                 | Jamie Peacock    |
| 13                 | Mike Forshaw     |
| Auswechselspieler: |                  |
| 3                  | Leon Pryce       |
| 1                  | Robbie Paul      |
| 18                 | Lee Radford      |
| 10                 | Paul Anderson    |

| 1                  | Kris Radlinski   |
| 15                 | Brian Carney     |
| 18                 | Martin Aspinwall |
| 14                 | David Hodgson    |
| 2                  | Brett Dallas     |
| 15                 | Sean O’Loughlin  |
| 20                 | Luke Robinson    |
| 30                 | Quentin Pongia   |
| 9                  | Terry Newton     |
| 10                 | Craig Smith      |
| 11                 | Mick Cassidy     |
| 12                 | Danny Tickle     |
| 13                 | Andrew Farrell   |
| Auswechselspieler: |                  |
| 4                  | Paul Johnson     |
| 17                 | Mark Smith       |
| 23                 | Gareth Hock      |
| 8                  | Terry O’Connor   |